# Antoniówka (powiat lubartowski)
Antoniówka – wieś w Polsce położona w województwie lubelskim, w powiecie lubartowskim, w gminie Ostrówek. 
Miejscowość położona jest we wschodniej części gminy zajmując powierzchnię 650 ha. Przeważają grunty orne 57% i lasy 39%. 
Wieś ta powstała w drugiej połowie XIX wieku. Po raz pierwszy nazwa miejscowości została wymieniona w 1833r. jako własność dziedzica dóbr Siemień hrabiego Józefa Nałęcza Małachowskiego.
W latach 1975–1998 miejscowość należała administracyjnie do województwa lubelskiego.
Wieś stanowi sołectwo gminy Ostrówek. Według Narodowego Spisu Powszechnego z roku 2011 wieś liczyła 161 mieszkańców.